# Накра
Накра (груз. ნაკრა) — село в Грузии, на территории Местийского муниципалитета края (мхаре) Самегрело-Верхняя Сванетия.

## География
Село находится в северо-западной части Грузии, на берегах реки Накры (правый приток Ингури), на расстоянии приблизительно 27 километров (по прямой) к западо-северо-западу от посёлка городского типа Местиа, административного центра муниципалитета. Абсолютная высота — 1279 метров над уровнем моря.

## Население
По результатам официальной переписи населения 2014 года в Накре проживало 178 человек (88 мужчин и 90 женщин). В национальной структуре населения грузины составляли 100 %.
| Год  | Население, человек |
| ---- | ------------------ |
| 2002 | 384                |
| 2014 | ↘ 178              |